# بورغومازينو
بورغومازينو هي بلدية في مدينة تورينو الحضرية في منطقة بيمنتة الإيطالية، وتقع على بعد حوالي 40 كيلومتر (25 ميل) شمال شرق تورينو.
ومن بين معالم البلدية نجد كنيسة أبرشية سانتيسيمو سالفاتوري [الإنجليزية] التي صممها برناردو فيتوني والقلعة.

## روابط خارجية
- دليل سياحي